# Vườn quốc gia Dãy núi Rwenzori
Vườn quốc gia Dãy núi Rwenzori là một vườn quốc gia ở Uganda và là một Di sản thế giới được UNESCO công nhận nằm trong Dãy núi Rwenzori. Với diện tích gần 1.000 km2 (386 dặm vuông Anh), vườn quốc gia là nơi có đỉnh Stanley, là đỉnh núi cao thứ ba tại châu Phi, cùng nhiều thác nước, sông, hồ khiến nơi đây trở thành một trong những khu vực núi non đẹp nhất của châu Phi. Vườn quốc gia còn là môi trường sống tự nhiên của nhiều loài động vật có nguy cơ tuyệt chủng cùng một hệ thực vật vô cùng phong phú.

## Lịch sử
Rwenzori là vườn quốc gia được thành lập vào năm 1991. Với vẻ đẹp tự nhiên nổi bật, UNESCO công nhận vườn quốc gia này là di sản thế giới vào năm 1994. Nhưng sau đó, lực lượng phiến quân chiếm đóng khu vực dãy núi Rwenzori vào năm 1997 đến 2001 khiến vườn quốc gia bị liệt vào Danh sách di sản thế giới bị đe dọa vào năm 1999 đến 2004 vì nó là một khu vực không an toàn cùng với sự thiếu thốn về nguồn lực.

## Địa lý
Vườn quốc gia Dãy núi Rwenzori nằm ở tây nam Uganda, phía đông của Đới tách giãn Đông Phi. Nó nằm dọc theo biên giới của Uganda tiếp giáp với Cộng hòa Dân chủ Congo và tiếp giáp với Vườn quốc gia Virunga (một Di sản thế giới khác được UNESCO công nhận) trên khu vực dài 50 km (31 mi).. Về mặt hành chính, vườn quốc gia thuộc các huyện là Bundibugyo, Kabarole, Kasese, cách thị trấn Kasese gần nhất khoảng 25 km (16 mi).
Vườn quốc gia có diện tích 996 kilômét vuông (385 dặm vuông Anh) với chiều dài là 120 kilômét (75 mi) và rộng 48 kilômét (30 mi), trong đó có 70% diện tích là khu vực núi có độ cao trên 2.500 mét (8.200 ft). Vườn quốc gia bao gồm hầu hết phần trung tâm và phía đông của dãy núi Rwenzori, một dãy núi nhô lên trên đồng bằng khô cằn ở phía bắc đường xích đạo. Những ngọn núi này còn cao hơn cả dãy Anpơ và quanh năm phủ băng tuyết. Vườn quốc gia này là nơi có Núi Stanley và Margherita là hai đỉnh núi đôi cao thứ ba tại châu Phi với chiều cao 5.109 mét (16.762 ft). Ngoài ra, Núi Speke và Baker là hai đỉnh núi cao thứ tư và năm của châu Phi cũng nằm trong vườn quốc gia. Trong vườn quốc gia là sông băng, đồng tuyết, thác nước, hồ và sông khiến nó là một trong những khu vực núi non đẹp nhất châu Phi.

## Đa dạng sinh học
Vùng núi có nhiều loài là loài đặc hữu của Đới tách giãn Albertine và một số loài có nguy cơ tuyệt chủng. Nơi đây có một sự đa dạng sinh học cao về các loài thực vật và cây cối. Vườn quốc gia được chú ý bởi hệ thực vật khi được mô tả là một trong những nơi đẹp nhất trên thế giới. Tại đây có 5 vùng thực vật riêng biệt, thay đổi theo độ cao. Động vật trong vườn quốc gia bao gồm 89 loài chim, 15 loài bướm, 4 loài linh trưởng. Một số loài đáng chú ý gồm Voi rừng châu Phi, Tinh tinh thông thường, Đa man, Khỉ Colobus đen trắng, Khỉ núi, Linh dương hoẵng, Turaco Rwenzori.

## Dân cư
Dãy núi Rwenzori là quê hương của dân tộc Bakonjo và Baamba có nền văn hóa nhiều thế hệ với nghề nghiệp chính là nông nghiệp. Họ có truyền thống du canh du cư, sinh sống trên các sườn núi, họ khai thác gỗ để xây dựng, sợi, củi và các cây thuốc cùng với việc săn bắn trái phép động vật hoang dã.

## Bảo tồn và du lịch
Vườn quốc gia thuộc sở hữu của Chính phủ Uganda thông qua cơ quan quản lý vườn quốc gia. Cổng chính của vườn quốc gia nằm tại thị trấn Kasese, 437 km (260 mi) về phía tây của thủ đô Kampala. Tại thị trấn có nhà nghỉ và khách sạn để lưu trú còn bên trong vườn quốc gia có khu vực cho phép cắm trại, những con đường mòn và những túp lều cho du khách.